# Birdsongs of the Mesozoic (album)
Birdsongs of the Mesozoic is het debuutmuziekalbum van de Amerikaanse band Birdsongs of the Mesozoic. Het was een ep.
Het waren de jaren na de punk-beweging en de stroming symfonische rock was op sterven na dood. In die jaren nemen Miller en Lindgren het initiatief voor een band die een combinatie speelt van punk, symfonische rock, jazzrock en klassieke muziek, warabij vooral gedacht moet worden aan de stroming minimal music met als belangrijkste component Steve Reich. De minielpee bevat muziek, die een geheel eigen geluid laat horen met een typisch beginjaren 80 geluid, te herkennen aan de zeer lichte klanken van de keyboards, die toen zeer in de mode was.
Miller en Lindgren kennen elkaar uit de band Moving Parts; Miller en Scott en Swope kennen elkaar uit de band Mission of Burma.

## Musici
- Roger Miller: piano, Yamaha CP-78, orgel en percussie
- Erik Lindgren: synthesizers (minimoog, memorymoog), ritmemachine en percussie
- Rick Scott: Farfisa, synthesizer, piano en percussie
- Martin Swope: gitaar en percussie met
- Michael Cohen: percussie
- Leon Janikian: klarinet op (1)
- Peter Prescott en Steve Stain: percussie (6)

## Composities
1. Sound Valentine (3:19)
2. Transformation of Oz (2:35)
3. Drift (2:39)
4. The orange ocean (2:31)
5. Triassic, Jurassic, Cretaceous (6:19)

De laatste track vond haar basis in een probeersel uit 1974 en kan gezien de titel weleens de basis zijn van de bandnaam. De track bevat vogelgeluiden opgenomen door Swope.
Het album was al tijden niet meer verkrijgbaar en zeker niet meer vanaf het begin van de cd. In 2008 wordt het uitgegeven op Dawn of the Cycads, een verzamelalbum van alle vier de titels op Ace of Hearts.